# Aviosuperfice di Sondrio-Caiolo
L'Aviosuperficie di Caiolo (ICAO: LILO) si trova a Caiolo in provincia di Sondrio. Dispone di una pista lunga 1050 m posta all'interno dell'aviosuperficie di 240.000 m² ed è utilizzato per l'attività di volo commerciale e per il trasporto pubblico di passeggeri.

## Struttura
L'aviosuperficie possiede una pista di 1050 metri composta d'asfalto e diverse piazzole per il parcheggio dei velivoli. Inoltre l'aviosuperficie è dotata di tre hangar prefabbricati in cemento armato e dei parcheggi esterni.

## Storia
Nel 1983 viene identificato Caiolo come territorio ideale per la costruzione dell'aviosuperficie e tre anni dopo viene stipulata una convenzione tra il comune di Caiolo ed Aviovaltellina SpA. Nello stesso anno iniziano i lavori di costruzione che, grazie all'interessamento del Credito Valtellinese, ne permettono l'apertura al traffico nel 1987. 
 
Nello stesso anno avviene la tragedia dell'alluvione della Valtellina e l'aviosuperficie è usata come base per le operazioni di soccorso. Negli anni novanta vengono eseguiti dei lavori di potenziamento della struttura con la costruzione di una base per il servizio di elisoccorso ed antincendio in grado di servire le Alpi Centrali. 

Nel 2002 la pista viene allungata da 900 a 1050 m e vengono fatti ulteriori lavori su tutta la struttura. 

Nel 2006 ottiene l'autorizzazione ENAC per il trasporto pubblico di passeggeri.

## Certificazione ENAC
Nel 2006 ENAC certifica l'Aviosuperficie di Sondrio per il traffico passeggeri con la condizione che gli aerei utilizzati dovranno avere un numero massimo di 8 passeggeri con due piloti ed un peso non superiore a 5.700 kg.